# 屈米耶尔-勒莫尔奥姆
屈米耶尔-勒莫尔奥姆（法語：Cumières-le-Mort-Homme，法語發音：[kymjɛʁ lə mɔʁ ɔm]）是法国默兹省的一个市镇，位于该省中北部，属于凡尔登区。该市镇总面积6.11平方公里，2021年时的人口为0人，是默兹省第一次世界大战期间被摧毁的九个村庄之一。

## 地理
“勒莫尔奥姆”（le-Mort-Homme）意为“死人”，是附近一座山丘的名字。
屈米耶尔-勒莫尔奥姆（49°13'58"N, 5°16'51"E）面积6.11 平方千米，位于法国大東部大區默兹省，该省份为法国西北部内陆省份，北与比利时接壤，西接马恩省和阿登省，南至上马恩省和孚日省，东临默尔特-摩泽尔省。
与屈米耶尔-勒莫尔奥姆接壤的市镇（或旧市镇、城区）包括：贝坦库尔、尚讷维尔、沙唐库尔、阿戈讷地区埃讷、默兹河畔福尔日、默兹河畔勒涅维尔。
屈米耶尔-勒莫尔奥姆的时区为UTC+01:00、UTC+02:00（夏令时）。

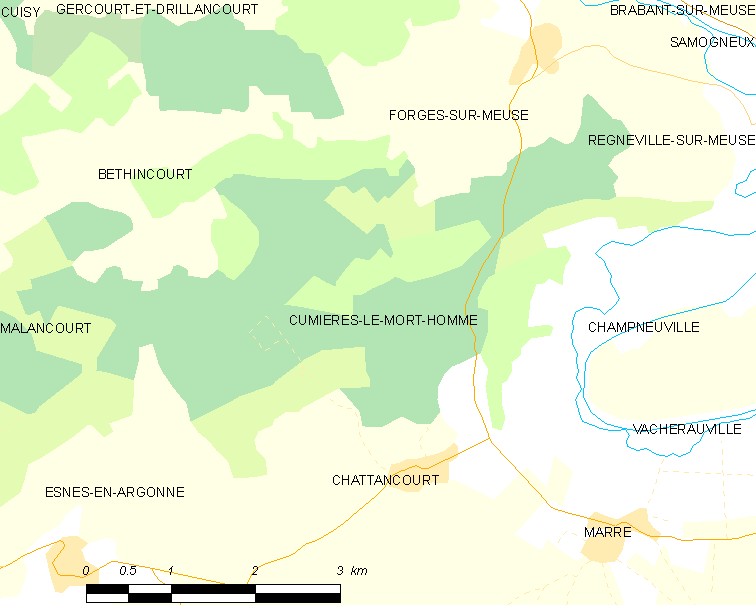
屈米耶尔-勒莫尔奥姆的OSM定位图

## 行政
屈米耶尔-勒莫尔奥姆的邮政编码为55100，INSEE市镇编码为55139。

## 政治
屈米耶尔-勒莫尔奥姆所属的省级选区为默兹河畔贝尔维尔县。

## 人口

1962-2008年间屈米耶尔-勒莫尔奥姆人口变化图示

屈米耶尔-勒莫尔奥姆于2022年1月1日时的人口数量为0人。